# Llansantffraid Glyn Ceiriog
Pour les articles homonymes, voir Llansantffraid.
Llansantffraid Glyn Ceiriog ou simplement Glyn Ceiriog est un village et une communauté du borough de comté de Wrexham, au pays de Galles.

## Géographie
Llansantffraid Glyn Ceiriog est situé dans l'ouest du borough de comté de Wrexham, près de la frontière anglaise, à 10 km de la ville de Chirk. Il est traversé par la Ceiriog (en), un affluent de la Dee.
La communauté de Llansantffraid Glyn Ceiriog comprend aussi les villages et hameaux de Garth, Pandy et Nantyr.

## Démographie
Au recensement de 2011, la communauté de Llansantffraid Glyn Ceiriog comptait 1 040 habitants.